# Loboplusia vanderweelei
Loboplusia vanderweelei là một loài bướm đêm trong họ Noctuidae.